# Goodwood (Afrique du Sud)
Pour les articles homonymes, voir Goodwood.
Goodwood est un faubourg de la Métropole du Cap, située dans la province du Cap-Occidental en Afrique du Sud.

## Localisation
Goodwood est un faubourg située entre les banlieues nord et sud à 10 km de la ville du Cap. Goodwood est accessible par la N1, la N7 et la N2. 
Goodwood est une banlieue industrielle du Cap, située à moins de 8 km des grands townships de Langa et Nyanga. 
La zone résidentielle de Goodwood est séparée de la zone industrielle par la voie de chemin de fer.

## Quartiers
Les quartiers qui composent Goodwood sont Acacia Park, Epping Garden Village, Glenwood, Goodwood Estate, N1 City, Richmond, Richmond Estate, Ruyterwacht, Thornton, Townsend Estate, Tygerdal, Vasco Estate, Viking Park, Wingfield, WP Park et WP Showgrounds.

## Historique
Goodwood fut établi en 1905 et nommé d'après le stade de sport hippique de Goodwood Racecourse situé en Angleterre. L’objectif pour les promoteurs était de faire de Goodwood un centre sportif pour les courses hippiques. Une piste de course fut d'ailleurs construite à cet effet. 
Goodwood se développa rapidement et en 1938 devint une municipalité. Dans les années 1940, elle s'étendit vers le nord et incorpora les townships de Elsies River (à majorité coloured) et de Monte Vista puis celui de Edgemead en 1969. L'aéroport international du Cap fut construit à proximité, à quelques kilomètres au sud. 
La municipalité fut dissoute en 1996 pour rejoindre la municipalité de la ville de Tygerberg avant d'intégrer en 2000 la métropole du Cap.

## Démographie
Goodwood comprend plus de 50 285 résidents, principalement issus de la communauté blanche (37,95 %) et de la communauté coloured (37,95 %). 
Les noirs, population majoritaire en Afrique du Sud, représentent 17,87 % des résidents et sont majoritaires dans les quartiers d'Acacia Park (69,28 %) et de Wingfield (57,89 %). 
Avec 9 607 résidents, Townsend Estate est le quartier le plus dense et l'un des plus cosmopolites (37,09 % de blancs, 33,59 % de coloureds et 21,90 % de noirs). 
Les habitants de Goodwood sont à 58,88 % de langue maternelle anglaise et à 34,95 % de langue maternelle afrikaans.

## Circonscription électorale
La commune de Goodwood se situe dans le 4e arrondissement du Cap et dans la circonscription municipale 27 (Goodwood Ext 1 - Goodwood Estate - Richmond Estate - Townsend Estate - Vasco Estate - Elsies River Industrial) dont le conseiller municipal est Cecile Janse van Rensburg (DA).

## Tourisme
Le GrandWest Casino and Entertainment World, principale attraction et lieu de détente du secteur, se situe sur Jakes Gerwel Drive (ex-Vanguard Drive) dans le quartier de Ruyterwacht.